# Forcepacsa rieki
Forcepacsa rieki är en insektsart som beskrevs av Tim R. New 1984. Forcepacsa rieki ingår i släktet Forcepacsa och familjen fjärilsländor. Inga underarter finns listade i Catalogue of Life.